# Ľubor Kára
Ľubor Kára (10. dubna 1927, Praha – 25. dubna 1994, Bratislava) byl slovenský výtvarný kritik, dlouholetý šéfredaktor časopisu Výtvarný život, autor monografií o výtvarných umělcích, autor koncepce a realizátor domácích i mezinárodních výstav evropského významu (Danuvius '68, Socha piešťanských parkov '69, Polymúzický priestor: Socha – objekt – svetlo – hudba 1970), komisař sympózií a výstav československých umělců doma i v zahraničí.

## Život
Narodil se 10. dubna 1927 v Praze, v rodině bankovního úředníka. V roce 1946 absolvoval maturitní zkoušku na Reformním reálném gymnáziu a v letech 1946 – 1951 studoval obor dějiny umění u prof. Antonína Matějčka na Filozofické fakultě Karlovy univerzity. Během působení v Praze do roku 1957 byl šéfredaktorem nebo hlavním redaktorem výtvarných vydavatelství (Tvar, Orbis, SNKLU). V Praze poznal slovenskou malířku Oľgu Bartošíkovou, která studovala na Akademii výtvarných umění. V roce 1951 se vzali a měli spolu dvě dcery, Darinu a Elenu. Na výzvu Svazu slovenských výtvarných umělců nastoupil v květnu 1957 na post šéfredaktora právě založeného časopisu Výtvarný život, který vedl až do začátku normalizace v 70. letech 20. století. Až do své smrti (1994) žil na Slovensku s manželskou Oľgou Bartošíkovou. Zemřel v Bratislavě 25. dubna 1994 ve věku 67 let.

## Dílo

### Publikace a autorské katalogy
- Lubor Kára: Michael Romberg: Ilustrace k dílům ruských klasiků, Praha 1950
- Lubor Kára: Nové obrazy Václava Kouteckého
- Lubor Kára, Milan Hegar: Sovětská ilustrační tvorba, Statní nakladatelství krásné literatury a umění, Praha 1955
- Věra Dolanská, Lubor Kára: Vincent van Gogh, Státní nakladatelství krásné literatury a umění, Praha 1956
- Lubor Kára: Ladislav Guderna, Vydavateľstvo Slovenského fondu výtvarných umení, edícia Súčasné profily, Bratislava 1960
- Lubor Kára: Orest Dubay, Vydavateľstvo Slovenského fondu výtvarných umení, edícia Súčasné profily, Bratislava 1961
- Lubor Kára: Giacomo Manzu, Státní nakladatelství krásné literatury a umění, Praha 1962.
- Lubor Kára: Obrazy Ferdinanda Hložníka, katalóg výstavy Plzeň 1962
- Lubor Kára: Peter Matejka – Arivederci Roma, Vydavateľstvo Slovenského fondu výtvarných umení, Bratislava 1963
- Lubor Kára: Karol Kállay, Státní nakladatelství krásné literatury a umění, Praha 1963, edice Umělecká fotografie
- Ľubor Kára: Magdaléna Robinsonová, Slovenské vydavateľstvo krásnej literatúry, Bratislava 1964
- Ľubor Kára: Rudolf Uher, Pallas, Vydavateľstvo Slovenského fondu výtvarných umení, Bratislava 1969, edícia Súčasné profily – napísal, navrhol obálku a väzbu a graficky upravil Ľubor Kára
- Ľubor Kára: Čestmír Pechr – Plagáty, Pallas, Vydavateľstvo Slovenského fondu výtvarných umení, Bratislava 1970, edícia ABC (36 str., 45 reprodukcií)
- Ľubor Kára: Slávka Pecháčková, Pallas, Vydavateľstvo Slovenského fondu výtvarných umení, Bratislava 1971, edícia ABC
- Ľubor Kára: Milan Dobeš – Dynamický konštruktivizmus, katalóg, 1990

### Scénáře k filmům
- Sklo v architektúre, ČSTV 1972
- Ladislav Vychodil, filmový medailón, ČSTV 1972 (spoluautor T. Rakovský)
- Návšteva v ateliéri, Ing. arch. D. Kuzma, ČSTV – štúdio Bratislava 1973
- Návšteva v ateliéri sochára Rudolfa Uhra, ČSTV 1973
- Keramika J. Sušienku, ČSTV 1973